# Kamtschadalen
Die Kamtschadalen (russisch камчадалы) gehören zu den indigenen Völkern des russischen Fernen Ostens.
Die erste Volkszählung der Sowjetunion im Jahr 1926 ergab 4216 Personen mit der Ethnie (im Russischen gewöhnlich als „Nationalität“ bezeichnet) „Kamtschadale“. Als eigenständige Ethnie verschwanden sie danach bis zur Volkszählung der Russischen Föderation 2002, bei der 2293 Angehörige gezählt wurden.  Bei der Volkszählung 2010 wurden noch 1927 Personen als Kamtschadalen erfasst. Die Mehrzahl von ihnen lebt in der Region Kamtschatka (2010: 1551 Personen), eine Minderheit in der Oblast Magadan (2010: 280 Personen).  Die Kamtschadalen leben vorwiegend in den Orten Kljutschi, Milkowo, Petropawlowsk-Kamtschatski und Ust-Kamtschatsk.

## Sprache und Kultur
Die Kamtschadalen sind eine Mischethnie aus einheimischen Bewohnern der Region (Itelmenen, Korjaken, Tschuwanen) und Russen. Sie sprechen Russisch als Muttersprache (so gaben bei der Volkszählung alle Kamtschadalen der Region Kamtschatka an, Russisch zu sprechen, nur vereinzelt zusätzlich auch weitere Sprachen wie Itelmenisch). Die religiös gebundenen Kamtschadalen sind orthodoxe Christen.
Traditionell leben die Kamtschadalen von Fischerei, Pelztierjagd und Pelzhandel sowie Landwirtschaft (überwiegend Gemüseanbau und Milchviehhaltung).
Weil sie kulturell etliche Bräuche der Itelmenen übernommen haben, werden sie manchmal irrtümlich als ebensolche oder als Untergruppe der Itelmenen eingestuft. Dies ist auch eine Folge davon, dass nach der russischen Kolonisation Kamtschatkas im 18. Jahrhundert im Russischen die gesamte Urbevölkerung der Halbinsel, überwiegend Itelmenen, als „Kamtschadalen“ bezeichnet wurde. Die heutige Bedeutung des Begriffes bildete sich erst später, bis ins 19. Jahrhundert, an der ochotskischen Küste Kamtschatkas heraus, wo heute jedoch nur noch wenige Kamtschadalen leben.